# Луговський сільський округ
Луговськи́й сільський округ (каз. Луговое ауылдық округі, рос. Луговской сельский округ) — адміністративна одиниця у складі району Турара Рискулова Жамбильської області Казахстану. Адміністративний центр — село Лугове.
Населення — 10872 особи (2021; 10242 у 2009, 9876 у 1999, 10449 у 1989).
Станом на 1989 рік існувала Луговська селищна рада (смт Луговий).